# BAL 바시키르 항공
BAL 바시키르 항공(러시아어: Башкирские Авиалинии, 바시키르어: БАЛ Башҡортостан авиалиниялары)은 러시아 우파 우파 국제공항을 거점으로 운영하던 항공사다. 우파에서 지역 및 간선 노선을 운영했으며 유럽, 아시아, 북아프리카로 가는 전세 서비스를 제공했다. 1991년에 설립되었으며 2007년에 해체되었다.